# Pterolophia parabaiensis
Pterolophia parabaiensis là một loài bọ cánh cứng trong họ Cerambycidae.